# Anna Cornelia Holt
Anna Cornelia Holt (Zwolle, 1671 - 1692), fou una pintora de finals del segle xvii dels Països Baixos.

## Biografia
Va ser filla d'Herman Holt (1643–1672), regidor de Zwolle, i Armarenta Holt (d. 1714). Era cosina de Aleida Greve i Sophia Holt. Juntament amb les seves cosines, va rebre classes de pintura del pintor Wilhelmus Beurs. Ella era la menor de les quatre alumnes de Beurs. Les quatre deixebles de Beurs van ser honrades amb una dedicatòria en el llibre que va publicar el seu mestre l'any 1692. El seu Autoretrat amb fruita, és molt similar a l'autoretrat creat per Aleida Greve de la seva mateixa edat. Va morir relativament jove i sense conèixer-se que hagués estat casada.